# Cyrtopholis ischnoculiformis
Cyrtopholis ischnoculiformis is een spinnensoort in de familie van de van de vogelspinnen (Theraphosidae). Het betreft een Nomen dubium. De wetenschappelijke naam van de soort werd voor het eerst geldig gepubliceerd in 1926 door Pelegrin Franganillo-Balboa.